# علي شوك
علي بن يحيى شوك قائد فرقة توجيه المدفعية في منفذ علب في الخطوط الأمامية لظهران الجنوب، ولد عام1406هـ في قرية المقالي بمنطقة جازان، والده الشيخ يحي بن مساوى شوك شيخ قبيلة الشوك في منطقة جازان، إستشهد في معارك الدفاع عن ظهران الجنوب.

## تعليمه
إلتحق بمدرسة سلاح الإشارة التابعة للقوات البرية الملكية السعودية بالطائف عام 1427هـ وتخرج منها في نفس العام ودخل في الخدمة العسكرية مباشرتاً بعد التخرج.

## المعارك التي شارك فيها
شارك في معارك الدفاع عن الخوبة في 2009 عندما حاول الحوثين السيطرة عليها عبر تسلل أعداد منهم إليها، وبعدها شارك في معارك الدفاع عن الحدود السعودية ضمن عاصفة الحزم وإعادة الأمل كقائد فرقة التوجيه لسلاح المدفعية في منفذ علب في الخطوط الأمامية لظهران الجنوب.

## إستشهاده
إستشهد في معارك الدفاع عن ظهران الجنوب وقد نعته القوات المسلحة السعودية وبحضور رسمي من قائد قوة الإسناد بجازان ومحافظ مدينة صامطة وعدد كبير من كبار الضباط في القوات المسلحة السعودية.

## أوسمته
حصل على وسام الملك عبد العزيز من الدرجة الثالثة«وسام الملك عبد العزيز» وهو ثالث الأوسِّمة السعودية في الدرجة، وهو وسام تقديري، ويُمنح تقديراً لمن يؤدي خدمات كُبرى للدولة أو لأحد مؤسساتِها أو يقوم بخدمات أو ذات قيمة معنوية هامة أو لمن يُقدِّم تضحيات كبيرة وفقا لقرار الملكي رقم 572.